# Atlin
|                       | Jan   | Feb   | Mär   | Apr  | Mai  | Jun  | Jul  | Aug  | Sep  | Okt  | Nov  | Dez   |   |       |
| Mittl. Tagesmax. (°C) | −11,5 | −7    | −0,5  | 6,4  | 12   | 16,5 | 18,6 | 17,4 | 12,2 | 5,5  | −2,4 | −6,6  | ⌀ | 5,1   |
| Mittl. Tagesmin. (°C) | −19,3 | −16,5 | −11,2 | −4,3 | 1,1  | 4,9  | 7,5  | 7    | 3,6  | −0,5 | −8,4 | −13,1 | ⌀ | −4    |
|                       |       |       |       |      |      |      |      |      |      |      |      |       |   |       |
| Niederschlag (mm)     | 39,1  | 26,1  | 16,5  | 8,7  | 17,9 | 27,6 | 32,6 | 32,1 | 37,4 | 40,6 | 35,7 | 33    | Σ | 347,3 |

| −19,3 |

| −16,5 |

| −11,2 |

| −4,3 |

| 1,1 |

| 4,9 |

| 7,5 |

| 7 |

| 3,6 |

| −0,5 |

| −8,4 |

| −13,1 |

| −19,3 |

| −16,5 |

| −11,2 |

| −4,3 |

| 1,1 |

| 4,9 |

| 7,5 |

| 7 |

| 3,6 |

| −0,5 |

| −8,4 |

| −13,1 |

Atlin ist eine unselbständige Gemeinde mit 477 Einwohnern (2016) im nordwestlichen British Columbia, Kanada, gelegen am Atlin Lake. Der Name kommt von Áa Tlein, dem Tlinglit-Wort für „großer Körper des Wassers“. Die Gegend wurde von Inland-Tlingit seit vielen Jahren besiedelt; Atlin ist Hauptort der „Taku River Tlingit First Nation“. Diese haben am Südrand der Gemeinde auch eins ihrer Indian reserves, das Reservat Unnamed No 10.

## Lage
Atlin liegt in der Mitte des östlichen Ufers des langgezogenen Atlin Lake, der eine Nord-Süd-Ausdehnung von ca. 100 km hat. Von der Grenze von British Columbia mit dem Yukon-Territorium ist der Ort rund 45 km (Luftlinie) entfernt, weshalb er auf der Straße auch nur vom Yukon aus erreichbar ist.
Am Nordrand der Gemeinde liegt der Tarahne Provincial Park, mit nur 3 Hektar Fläche einer der kleinsten der Provincial Parks in British Columbia.

## Geschichte
Ursprünglich war Atlin Goldgräberort. Der „Atlin-Goldrausch“ kam 1898 in die Gegend von Atlin und war einer der einträglichsten Teile des Klondike-Goldrauschs. Zum Ende der Goldschürfsaison 1899 waren etwa 5.000 Menschen in die Region gekommen und Atlin war eine geschäftige und bedeutende Stadt. Am 1. April 1899 wurde im Ort sogar ein Postamt eröffnet. Obgleich die Förderung in den frühen Jahren am größten war, wird in Atlin noch heute Gold geschürft. Die Gesamtgoldförderung hat den Wert von 23 Millionen USD überstiegen.
In den 1920er Jahren war Atlin ein beliebtes Ziel für „exotische“ Urlaubsreisen. Die heutige Straße existierte noch nicht, daher mussten die Touristen über Kanadas Westküste, den Yukon River und eine Reihe von Seen anreisen. Da die Strecke nicht durchgehend schiffbar war, wurde ein Teil davon, die Landbrücke zwischen Tagish Lake und Atlin Lake, auch mit einer Eisenbahn zurückgelegt. Diese Bahn wurde als „Taku Tram“ ab 1926 von der White Pass and Yukon Route betrieben. Der letzte Teil der Reise führte über den Atlin Lake, unter anderem mit dem Schiff „MV Tarahne“, das heute als historisches Denkmal am Ufer des Sees in Atlin liegt. Als Unterkunft diente unter anderem das mondäne, 3-stöckige Hotel „Atlin Inn“, das von der Whitepass and Yukon Route betrieben wurde. In dieser Zeit erhielt Atlin aufgrund seiner von Bergen umringten Lage den Spitznamen „Little Switzerland of the North“ („Kleine Schweiz des Nordens“). Im Zuge der Weltwirtschaftskrise ging auch der Tourismus in Atlin zurück, so dass die White Pass and Yukon Route auch das Hotel (das später niederbrannte) und die Verkehrsrouten aufgab. Atlin hatte in der Folge eine sehr isolierte Position, was sich erst mit dem Bau der Atlin Road in den Jahren 1950–51 änderte.
Im weiteren Verlauf der Geschichte wurde und wird bis heute in Atlin Bergbau betrieben – sowohl von Einzelpersonen als auch von großen Unternehmen. Abgebaut wurden bzw. werden unter anderem Gold, Silber und Molybdän. Außerdem ist Atlin heute Ziel von Touristen, die unter anderem Fischen, Jagen, Wandern und Heliskiing betreiben.
Atlin war auch vom Impakt (Asteroideneinschlag) betroffen, der am 18. Januar 2000 Yukons Stromnetz lahmlegte.

## Religion
In Atlin gibt es drei Kirchen verschiedener Konfessionen.

## Sehenswürdigkeiten

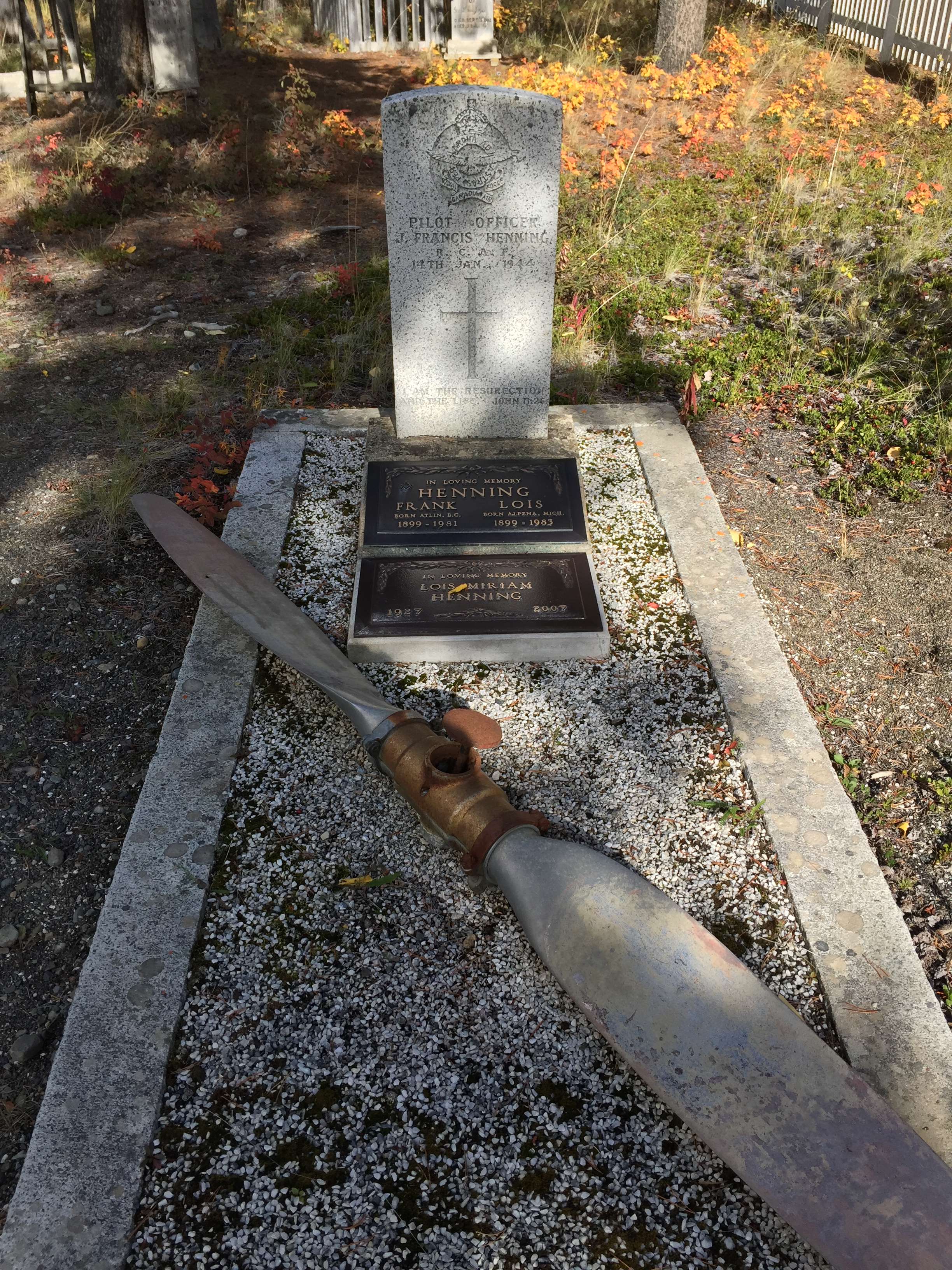
Grab auf dem alten Friedhof von Atlin

Atlin ist reich an historischen Bergbaueinrichtungen, die in mehr oder weniger gutem Originalzustand überall in der Region zu finden sind.
Das Atlin Museum bietet Informationen und Ausstellungsstücke zum Ort und seiner Geschichte. Es befindet sich in einem alten Schulhaus, das 1902 gebaut wurde. Neben diesem Gebäude befinden sich im Ortszentrum noch einige andere historische Gebäude aus der Zeit des Goldrausches.
Am Ufer des Atlin Lake liegt die MV Tarahne, ein Motorschiff, das in den 1920er Jahren im Linienverkehr auf dem Atlin Lake fuhr. Nachdem es, um das hohe Verkehrsaufkommen zu bewältigen, sogar um ein Stück verlängert werden musste, wurde es im Zuge des Niedergangs des Tourismus in Atlin stillgelegt. Später wurde es restauriert, es kann heute nach Anmeldung auch besichtigt werden.
Eine besondere Attraktion ist die reichhaltige Natur in und um Atlin. Neben vielen Seen und Bergen gibt es die Möglichkeit, Wildtiere aus der Nähe zu erleben.
Bedingt durch die nördliche Lage gibt es im Sommer bis zu mehr als 18 Stunden Tageslicht. Im Herbst und Winter kann hier das Polarlicht beobachtet werden.
Im Winter bieten die vereisten Seen viele Möglichkeiten zum Langlaufen, Schlittschuhfahren, Wandern oder Schneemobilfahren.

## Kultur
Das Globe Theatre wurde im Jahr 1917 als Lichtspielhaus errichtet und 1998 renoviert. Dabei wurde auch eine Bühne eingebaut. Heute werden dort Theaterstücke, Musicals und Filme vorgeführt. Seit 2003 findet jährlich im Juli das Atlin Arts & Music Festival statt, das Auftritte und Ausstellungen verschiedener Künstler aus ganz Kanada sowie diverse Workshops bietet.

## Infrastruktur

### Verkehr
Die nächste größere Stadt ist mit einer Entfernung von 175 km Whitehorse. Hier ist über den Whitehorse Airport auch eine Anbindung an den nationalen und internationalen Flugverkehr vorhanden. Eine regelmäßige Busverbindung nach Whitehorse bietet der Atlin Express, der dreimal pro Woche zwischen Whitehorse und Atlin verkehrt. Die Atlin Road (Yukon Territorial Highway Nr. 7), die das ganze Jahr über mit normalen PKW befahrbar ist, stellt seit ihrem Bau in den Jahren 1950–51 die wichtigste Verbindung von und nach Atlin dar. Sie führt von Atlin 98 km nach Norden zur Tagish Road, die nach 2 km bei Jake’s Corner in den Alaska Highway mündet. Die Straße ist im Yukon-Teil ausgebaut, auf dem British Columbia-Teil noch schmal und gewunden, aber seit dem September 2015 durchgehend asphaltiert,.
Die Straßen im Ortszentrum sind großteils asphaltiert, außerhalb des Zentrums existiert ein umfangreiches Netz von Schotterstraßen. Darüber hinaus gibt es einen Flugplatz, der mit kleinen Flugzeugen angeflogen werden kann. Der Flughafen Atlin ist dabei von der Canada Border Services Agency als airport of entry (begrenzt auf Kleinflugzeuge) klassifiziert und ermöglicht somit eine internationale Einreise. Ein Linienflugverkehr existiert allerdings nicht. Auf dem See gibt es heute keinen regelmäßigen Verkehr mehr, für Ausflüge gibt es jedoch Anbieter von Booten und Bootstouren vor Ort.

### Ver- und Entsorgung
Am Pine Creek gab es bereits zu Zeiten des Goldrauschs ein Wasserkraftwerk mit zwei Turbinen, das die Bergbaueinrichtungen mit Strom versorgte. Dieses Kraftwerk ist jedoch bereits seit langem nicht mehr in Betrieb und verfällt zusehends. Heute verfügt Atlin über ein mit Dieselmotoren betriebenes Kraftwerk, das den Ortskern und die umgebenden Ortsteile über ein eigenes Stromnetz mit der in Kanada üblichen Wechselspannung von 120 V/60 Hz versorgt. Zurzeit (2009) ist ein Wasserkraftwerk in Bau, das vom Pine Creek gespeist wird und in absehbarer Zeit das Dieselkraftwerk ersetzen soll.
Ein öffentliches Wasser- bzw. Abwassersystem existiert nicht. Das Wasser wird aus dem See oder aus Hausbrunnen entnommen, während die Entsorgung des Abwassers über Sickergruben oder über Abwassertanks, die regelmäßig entleert werden, erfolgt.

### Kommunikation
Atlin ist an das öffentliche Telefonnetz angeschlossen. Ein Internetanschluss ist über Satellit überall möglich (sofern eine Stromversorgung vorhanden ist). Jedoch existiert kein Mobilfunknetz.

### Gesundheitswesen
Im Ort gibt es eine Krankenstation, die grundlegende Gesundheitsversorgung bietet.

### Bildung
Die Atlin School bietet eine Ausbildung vom Kindergarten bis zur zwölften Schulstufe (Senior Secondary School) an.

## Wirtschaft

### Unternehmen
Neben verschiedenen Unternehmen, welche die Grundversorgung des Orts sicherstellen sind einige Bergbauunternehmen in Atlin aktiv. Aufgrund der hohen Rohstoffpreise wurden im Jahr 2008 einige neue Bergbauprojekte in Angriff genommen. So wurde am Pine Creek ein Camp errichtet, das in weiterer Folge mehreren Hundert Arbeitern einer Molybdän-Mine als Unterkunft dienen soll.

### Tourismus
Neben dem Bergbau nimmt auch der Tourismus in Atlin einen gewissen Stellenwert ein. Von Campingplätzen über Bed and Breakfasts bis hin zu Hotels beschäftigen sich diverse Personen und Unternehmen mit der Unterbringung der Besucher. Im Winter wird auf den Bergen der Umgebung auch Heliskiing betrieben.
Außerdem ist der Ort Ausgangspunkt für Touren in und durch den Atlin/Áa Tlein Téix’i Provincial Park, der sich auf der gegenüberliegenden Uferseite befindet.

## Persönlichkeiten
- Walter Stewart Owen (1904–1981), Rechtsanwalt, Manager und Vizegouverneur der Provinz British Columbia